# Muhàmmad Jawad at-Taqí
Abu-Jàfar Muhàmmad ibn Alí ar-Ridà ibn Mussa ibn Jàfar al-Jawad at-Taqí (àrab: أبو جعفر محمد بن علي الجواد التقي, Abū Jaʿfar Muḥammad b. ʿAlī al-Jawād at-Tāqī) o, més senzillament, Muhàmmad al-Jawad o Muhàmmad at-Taqí (prop de Medina, juny de 811 - Bagdad, 30 de novembre de 835) fou el novè imam xiïta imamita, de mare nubiana, d'on vindria la seva pell fosca.
El califa al-Mamun li va donar en matrimoni a la seva filla Umm-al-Fadl cosa que fou criticada en part per raó del color de la pell (el 817, quan el nuvi tenia sis anys, segons al-Tabari, o 819, quan en tenia vuit, segons al-Yaqubí; però el matrimoni no fou efectiu fins al 830). A la mort de l'imam Alí ar-Ridà el 818, Muhàmmad tenia set anys i no fou ben acceptada la pujada a l'imamat d'un menor; una part dels xiïtes va reconèixer com imam a Àhmad ibn Mussa, germà d'Alí ar-Ridà; un altre grup es va unir als Wakifa que reconeixien com a darrer imam a Mussa al-Kàdhim; i altres es van fer sunnites o zaydites. El 828 va néixer el seu fill Alí ibn Muhàmmad, d'una concubina i no de la seva dona. El 830 es va formalitzar el matrimoni amb la filla del califa i la parella va sortir de Medina anar a viure a Bagdad prop del califa, que els havia cridat. El 831 l'imam va fer el pelegrinatge a la Meca i al final d'aquest va tornar a Medina. Umm-al-Fadl es va queixar al seu pare de la preferència de Muhàmmad per la concubina però al-Mamun no li va fer cas; de fet Umm-al-Fadl mai li va donar cap fill a l'imam. Al-Mútassim (833-842) va convocar a l'imam a Bagdad (834) i s'hi va traslladar (gener del 835). Va morir a la capital a finals d'any, alguns sospiten que enverinat bé per Umm-al-Fadl o bé pel califa o pels dos junts.